# Konfuciuzornis
Konfuciuzornis (Confuciusornis) – rodzaj wymarłych ptaków z rodziny Confuciusornithidae; jego nazwa rodzajowa nawiązuje do Konfucjusza.

## Materiał kopalny
Żył w okresie wczesnej kredy (ok. 120 mln lat temu) na terenach obecnej wschodniej Azji Jego szczątki znaleziono w Chinach.

## Opis
Wielkość ciała jest zbliżona do wrony.Był jednym z prymitywnych ptaków, stanowiącym ogniwo pośrednie w ewolucji od nieptasich dinozaurów do ptaków. Opisany na podstawie wielu szkieletów młodych i dorosłych osobników. Miał krótki ogon i wielkie skrzydła. Jest to najstarszy znany ptak, którego szczęki nie miały już zębów, lecz pokryte były rogową pochwą, jak u współczesnych ptaków. Jego przednie kończyny zaopatrzone były w silnie rozwinięte pazury. Dymorfizm płciowy u przedstawicieli tego gatunku polegał na tym, że samiec był wyposażony w dwa bardzo długie, przypominające wstążkę pióra⁣, które prawdopodobnie pełniły istotną rolę podczas zachowań godowych, samica natomiast ich nie posiadała. Był zdolny do aktywnego lotu, na co wskazują jego kości i skamieniałości piór.

## Galeria

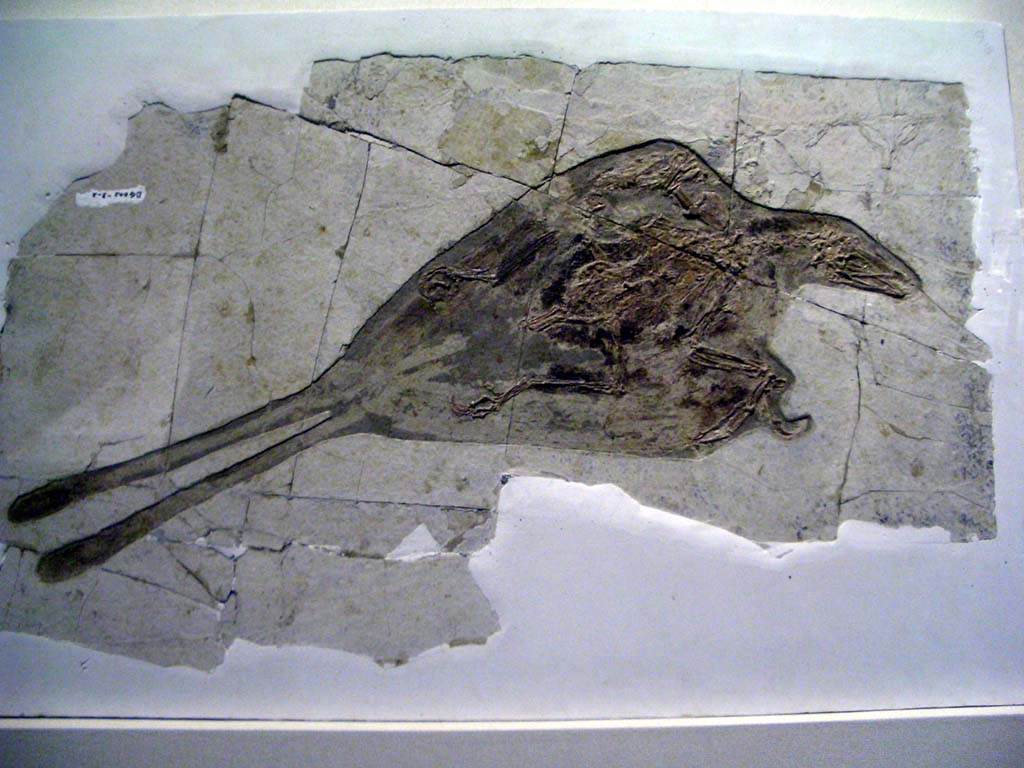
Skamieniałość konfuciuzornisa (Hong Kong Science Museum)
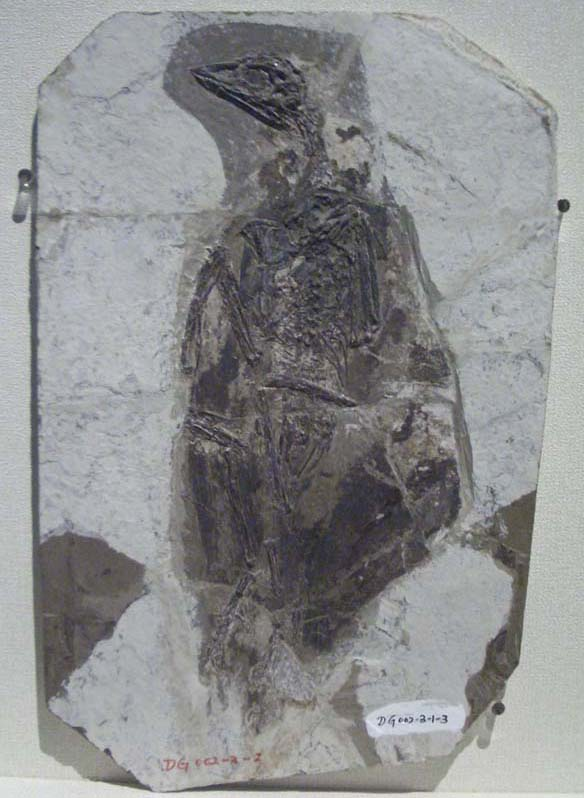
Skamieniałość konfuciuzornisa (Hong Kong Science Museum)